# Дімітрі Фульк'є
Дімітрі Фульк'є (фр. Dimitri Foulquier, нар. 23 березня 1993, Сарсель) — французький футболіст, захисник іспанської «Валенсії» та національної збірної Гваделупи.

## Клубна кар'єра
Народився 23 березня 1993 року в місті Сарсель. Займався футболом у декількох дитячих школах, звідки 2007 року перейшов до академії «Ренна».
У дорослому футболі дебютував 2010 року виступами за «Ренн 2», а з наступного року почав залучатися до складу головної команди «Ренна».
Не ставши гравцем основного складу в рідній команді, у серпні 2013 року перебрався до Іспанії, де був орендований «Гранадою». Влітку наступного року іспанський клуб скористався опцією викупу контракту гравця за 2 мільйони євро і уклав з ним п'ятирічний контракт.
25 серпня 2017 року перейшов до англійського «Вотфорда», з якого був відразу ж відданий в оренду до «Страсбура», а за рік — до «Хетафе». Після повернення з останнього у першій половині сезону 2019/20 взяв участь у трьох іграх «Вотфорда».
2 січня 2020 року англійський клуб відправив француза в оренду до його колишньої команди, «Гранади». Як й під час першого приходу Фульк'є до гранадської команди він зумів довевсти свою корисність і змусити іспанський клуб викупити його контракт.

## Виступи за збірні
2010 року дебютував у складі юнацької збірної Франції (U-18), загалом на юнацькому рівні за команди різних вікових категорій взяв участь у 30 іграх, відзначившись одним забитим голом. 2013 року був основним гравцем збірної 20-річних на тогорічній молодіжній світовій першості, яка закінчилася для французів здобуттям чемпіонського титулу. У фінальній грі турніру, доля якого вирішувалася у серії пенальті, реалізував свою спробу з 11 метрів.
Протягом 2013–2014 років залучався до складу молодіжної збірної Франції. На молодіжному рівні зіграв у 13 офіційних матчах.
На рівні національних команд погодився захищати кольори Гваделупи і в листопаді 2018 року провів свою першу гру за національну збірну цієї країни в рамках Ліги націй КОНКАКАФ.

## Статистика виступів

### Статистика клубних виступів
Станом на 25 липня 2020
| Сезон               | Команда             | Чемпіонат           | Чемпіонат | Чемпіонат | Національний кубок | Національний кубок | Національний кубок | Континентальні кубки | Континентальні кубки | Континентальні кубки | Інші змагання | Інші змагання | Інші змагання | Усього | Усього |
| Сезон               | Команда             | Ліга                | Ігор      | Голів     | Ліга               | Ігор               | Голів              | Ліга                 | Ігор                 | Голів                | Ліга          | Ігор          | Голів         | Ігор   | Голів  |
| ------------------- | ------------------- | ------------------- | --------- | --------- | ------------------ | ------------------ | ------------------ | -------------------- | -------------------- | -------------------- | ------------- | ------------- | ------------- | ------ | ------ |
| 2011–12             | «Ренн»              | Л1                  | 2         | 0         | КФ+КЛ              | 0+0                | 0                  | ЛЄ                   | 1                    | 0                    | -             | -             | -             | 3      | 0      |
| 2012–13             | «Ренн»              | Л1                  | 15        | 0         | КФ+КЛ              | 0+2                | 0                  | -                    | -                    | -                    | -             | -             | -             | 17     | 0      |
| серп. 2013          | «Ренн»              | Л1                  | 2         | 0         | КФ+КЛ              | -                  | -                  | -                    | -                    | -                    | -             | -             | -             | 2      | 0      |
| Усього за «Ренн»    | Усього за «Ренн»    | Усього за «Ренн»    | 19        | 0         |                    | 2                  | 0                  |                      | 1                    | 0                    |               | -             | -             | 22     | 0      |
| серп. 2013–14       | «Гранада»           | ПД                  | 24        | 0         | КІ                 | 1                  | 0                  | -                    | -                    | -                    | -             | -             | -             | 25     | 0      |
| 2014–15             | «Гранада»           | ПД                  | 25        | 0         | КІ                 | 2                  | 0                  | -                    | -                    | -                    | -             | -             | -             | 27     | 0      |
| 2015–16             | «Гранада»           | ПД                  | 21        | 1         | КІ                 | 3                  | 0                  | -                    | -                    | -                    | -             | -             | -             | 24     | 1      |
| 2016–17             | «Гранада»           | ПД                  | 22        | 0         | КІ                 | 0                  | 0                  | -                    | -                    | -                    | -             | -             | -             | 22     | 0      |
| 2017–18             | «Страсбур»          | Л1                  | 16        | 0         | КФ+КЛ              | 2+1                | 0                  | -                    | -                    | -                    | -             | -             | -             | 19     | 0      |
| 2018–19             | «Хетафе»            | ПД                  | 25        | 3         | КІ                 | 4                  | 0                  | -                    | -                    | -                    | -             | -             | -             | 29     | 3      |
| 2019-січ. 2020      | «Вотфорд»           | ПЛ                  | 3         | 0         | КА+КЛ              | 0+2                | 0                  | -                    | -                    | -                    | -             | -             | -             | 5      | 0      |
| січ.-черв. 2020     | «Гранада»           | ПД                  | 17        | 1         | КІ                 | 5                  | 0                  | -                    | -                    | -                    | -             | -             | -             | 22     | 1      |
| Усього за «Гранаде» | Усього за «Гранаде» | Усього за «Гранаде» | 109       | 2         |                    | 11                 | 0                  |                      | -                    | -                    |               | -             | -             | 120    | 2      |
| Усього за кар'єру   | Усього за кар'єру   | Усього за кар'єру   | 172       | 5         |                    | 22                 | 0                  |                      | 1                    | 0                    |               | -             | -             | 195    | 5      |